# Columnea spathulata
Columnea spathulata är en tvåhjärtbladig växtart som beskrevs av Rudolf Mansfeld. Columnea spathulata ingår i släktet Columnea och familjen Gesneriaceae. Inga underarter finns listade i Catalogue of Life.